# 익산옥야초등학교
익산옥야초등학교는 대한민국 전북특별자치도 익산시에 있는 공립 초등학교이다.

## 학교 연혁
- 2001. 08. 01 익산옥야초등학교 설립계획 승인
- 2004. 12. 31 익산옥야초등학교 준공 완료
- 2005. 03. 01 익산 옥야초등학교 개교(13학급 400명)
- 2005. 05. 04 개교기념일(개교기념 및 준공식)
- 2007. 03. 01 익산옥야초등학교 병설유치원 설립(2학급)
- 2011. 03. 01 특수학급 편성(1학급)
- 2013. 03. 01 제3대 채만기 교장 부임
- 2015. 02. 12 제10회 졸업식(졸업생 54명), 총 졸업생수 : 679명
- 2015. 03. 01 13학급 편성(274명)(특수 1학급) 유치원 2학급

## 참고 자료
- 익산옥야초등학교 - 한국교육학술정보원 학교알리미